# یواس‌اس مرسر (ای‌پی‌ال-۳۹)
یواس‌اس مرسر (ای‌پی‌ال-۳۹) (به انگلیسی: USS Mercer (APL-39)) یک کشتی است که طول آن ۳۲۸ فوت (۱۰۰ متر) می‌باشد. این کشتی در سال ۱۹۴۵ ساخته شد.